# Cecilia Baena
Cecilia Margarita Baena Guzmán, más conocida como La Chechi Baena, es una expatinadora colombiana nacida el 10 de octubre de 1986 en Cartagena (Colombia). Destacada en competencias nacionales e internacionales desde muy temprana edad, llegó a ser 24 veces campeona del mundo en modalidades de pista y ruta, siendo escogida como la deportista del año en Colombia en el 2001, siendo la patinadora más destacada de Colombia en su historia (y la tercera en campeonatos mundiales después de Pedro Causil y Andrés Felipe Muñoz respectivamente) y la responsable que el patinaje en línea se haya popularizado a una escala sorprendente en el país.

## Biografía
La carrera de Chechi Baena en  patinar comenzó desde los cinco años, cuando ingresó a la escuela de patinaje de la Liga de Cartagena. En 1996, con tan solo diez años de edad, le pidió a su padre que la llevara a ver el Campeonato Mundial juvenil de este deporte que se realizaba en la ciudad colombiana de Barrancabermeja y, tal como ella misma afirma, presenciar a los grandes patinadores del momento en aquel evento fue el origen de su inspiración como patinadora.
En el año 2000, tras haber ganado varios campeonatos regionales y nacionales, inició su preparación en Estados Unidos para competir en la categoría World Class, a la cual ingresó de forma excepcional porque era para mayores de 14 años y la Chechi apenas contaba con 13. Desde entonces, se proyectó a nivel internacional como una gran corredora de fondo y velocidad dentro de la categoría juvenil de la Selección Colombia. Su primera gran actuación internacional tuvo lugar en el Campeonato Mundial que se celebró por segunda vez, aunque en esta ocasión fue en categoría conjunta de mayores y juveniles, en la ciudad de Barrancabermeja en el año 2000, obteniendo 4 medallas de oro y una de plata. En los campeonatos mundiales de Valence d'Agen (Francia) en 2001, Ostende (Bélgica) en 2002, Barquisimeto (Venezuela) en 2003, Abruzzo (Italia) en 2004 y Anyang (Corea del Sur) en 2006, la patinadora cartagenera ratificó su liderato acumulando un total de 17 medallas de oro, 7 medallas de plata y 7 de bronce.
Simultáneamente, competía en torneos panamericanos, válidas internacionales y carreras por equipos. A nivel nacional, obtuvo dos títulos representando al departamento de Bolívar y siete títulos representando a Bogotá. En los XXI Juegos Centroamericanos y del Caribe de Mayagüez (Puerto Rico) en 2010 se convirtió en triple medallista acumulando así, con las actuaciones de 2006 en su natal Cartagena, y de 2002 en San Salvador (El Salvador) un total de 10 medallas en estas justas. En el World Inline Cup (serie de varias maratónes en patín que se corren alrededor del mundo) obtuvo medallas de oro en los años 2008 y 2009, y medalla de plata en el año 2010. Entre los años 2003 al 2007 corrió algunas válidas en Estados Unidos, Europa y Asia, ganando la Walt Disney World Inline Marathon (2003 y 2004) y la Palm Beach Challenge (2003) en Estados Unidos, la Seoul World Inline Cup Marathon (2004) en Corea, la Rennes Sur Roulettes (2004) y la Nice en Roller (2004) en Francia, la Real Berlin Inline Marathon (2004) en Alemania y la Swiss Inline Cup (2003) en Suiza.
Tras su retiro de las competencias en el año 2014, fundó la Escuela de Patinaje “Chechy Baena”, se dedicó a terminar sus estudios profesionales de Administración de Empresas en la Fundación Universitaria del Área Andina, de Comunicación Social en la Universidad de la Sabana y la Universidad de Cartagena. En el año 2017 fue nombrada coordinadora general de los Juegos Nacionales “Bolívar 2019”.

## Premios y reconocimientos

#### Campeonato Mundial
Medallas de oro y plata: 2000
Medallas de oro y plata: 2001
Medallas de oro y plata: 2002
Medallas de oro, plata y bronce: 2003
Medallas de oro y plata: 2004
Medallas de oro y plata: 2006

#### Juegos Centroamericanos y del Caribe
Medallas de oro: 2002
Medallas de oro: 2006
Medalla de oro: 2010

#### World Inline Cup
Campeona 2008
Campeona 2009
Subcampeona 2010

#### Walt Disney World Inline Marathon
Campeona 2003
Campeona 2004

#### Palm Beach Challenge
Campeona 2003

#### Seoul World Inline Cup Marathon
Campeona 2004

#### Rennes Sur Roulettes
Campeona 2004

#### Nice en Roller
Campeona 2004

#### Real Berlin Inline Marathon
Campeona 2004
Campeona 2009

#### Swiss Inline Cup
Campeona 2003
Campeona 2008
Campeona 2009

#### EuroCup GrossGerau Alemania
Campeona 2011

## Cronología
1986 : Nace en Cartagena (Bolívar).
1991 : Inicia sus entrenamientos con la Liga de Patinaje de Cartagena.
2000 : Medallas de oro en el Campeonato Mundial de Barracabermeja.
2001 : Medallas de oro en el Campeonato Mundial de Valence d´Agen.
2002 : Medallas de oro en el Campeonato Mundial de Ostende.
Medallas de oro en los Juegos Centroamericanos y del Caribe.
2003 : Medallas de oro en el Campeonato Mundial de Barquisimeto.
Campeona de la Palm Beach Challenge.
Campeona de la Walt Disney World Inline Marathon.
Campeona de la Swiss Inline Cup.
2004 : Medallas de oro en el Campeonato Mundial de Abruzzo.
Campeona de la Walt Disney World Inline Marathon.
Campeona de la Seoul World Inline Cup Marathon.
Campeona de la Rennes Sur Roulettes.
Campeona de la Nice en Roller.
Campeona de la Real Berlin Inline Marathon.
2006 : Medallas de oro en el Campeonato Mundial de Anyang.
Medallas de oro en los Juegos Centroamericanos y del Caribe.
2008 : Campeona de la World Inline Cup.
Campeona de la World Inline Cup.
Campeona de la Swiss Inline Cup.
2009 : Campeona de la World Inline Cup.  
Campeona de la Swiss Inline Cup.
Campeona de la Real Berlin Inline Marathon.
2010 : Obtiene medallas de oro en los Juegos Centroamericanos y del Caribe.
2011 : Campeona de la EuroCup GrossGerau en Alemania.
2014 : Se retira de las competencias deportivas.
2017 : Fue nombrada coordinadora de los Juegos Nacionales “Bolívar 2019”.